# 1934年聯邦地位法令
1934年聯邦地位法令（英語：Status of the Union Act, 1934）、（1934年第69號法令）是南非國會的一項法令，是南非對《1931年西敏法規》的對應法令。《1934年聯邦地位法令》宣布南非聯邦為“主權獨立國家”，並明確將《西敏法規》納入南非法律。它還取消了英國國會為南非立法的任何剩餘權力。
《西敏法規》適用於南非無需南非國會批准（與澳大利亞和紐西蘭的情況不同），因此《1934年聯邦地位法令》對於確立南非的完全主權在法律上不是必須的。然而，這被視為是南非總理巴里·赫佐格的政府之一項象徵性行動，因為該法令是在巴里·赫佐格的南非國民黨與扬·史末资的南非黨合併組建成統一黨之前不久所通過的。
1961年南非憲法廢除了《1934年聯邦地位法令》，1961年南非憲法終止了南非的大英國協成員國資格，並將南非轉變為共和國。

## 內容
《1934年聯邦地位法令》將《西敏法規》納入南非法律，如同其是南非國會的一項法令一般。《西敏法規》的第7至10節被省略，因為它們處理的是大英國協其他自治領的特定事項。該法令進一步宣布南非國會應擁有南非聯邦內部的立法權，並且英國國會的任何法案之效力都不會延伸至南非，除非南非國會通過法案將其效力延伸。這比西敏法規更進一步，該法規允許英國國會應自治領的請求並徵得自治領的同意為其立法。
在行政方面，《1934年聯邦地位法令》規定，英國君主在對南非行使行政權力時，必須僅根據南非總理和內閣的建議行事。
雖然《1934年聯邦地位法令》使南非政府的行政和立法部門完全獨立於英國，但《1934年聯邦地位法令》並未影響南非的司法部門。直到1950年，南非法院仍然可以向英國樞密院司法委員會提出上訴。